# Tyrick Mitchell
Tyrick Kwon Mitchell, född 1 september 1999, är en engelsk fotbollsspelare som spelar för Crystal Palace.

## Klubbkarriär
Mitchell debuterade för Crystal Palace i Premier League den 4 juli 2020 i en 0–3-förlust mot Leicester City, där han blev inbytt i den 83:e minuten mot Patrick van Aanholt.

## Landslagskarriär
Den 21 mars 2022 blev Mitchell för första gången uttagen i Englands landslag. Fem dagar senare debuterade Mitchell i en 2–1-vinst över Schweiz, där han blev inbytt i den 61:a minuten mot Luke Shaw.